# Karlova Studánka
Karlova Studánka (en allemand : Karlsbrunn ; en polonais : Studzienka Karola) est une commune et une station thermale du district de Bruntál, dans la région de Moravie-Silésie, en République tchèque. Sa population s'élevait à 162 habitants en 2021.

## Géographie
Karlova Studánka se trouve à 8 km au sud-ouest de Vrbno pod Pradědem, à 15 km au nord-ouest de Bruntál, à 74 km au nord-ouest d'Ostrava et à 205 km à l’est de Prague.
La commune est limitée par Ludvíkov au nord, par Světlá Hora à l'est et au sud, et par Malá Morávka à l'ouest.

## Histoire
La première mention écrite de la localité date de 1554.

## Transports
Par la route, Karlova Studánka se trouve à 13 km de Vrbno pod Pradědem, à 19 km de Bruntál, à 96 km d'Ostrava et à 288 km de Prague.